# 竹
竹（タケ）は、広義には、イネ目イネ科タケ亜科に属する植物のうち、木本（木）のように茎（稈）が木質化する種の総称。

本項では便宜上、狭義のタケを「タケ」、広義のタケを「タケ類」と表し、タケ類全体について述べる。ただし、「タケ類」はタケ亜科、あるいは狭義のタケの意味で使われることもあるので、注意を要する。漢字の「竹」は人文・産業的な文脈に限って用いる。竹は英語でbambooであるが、「バンブー」と「竹」は狭義の意味で区別されるので注意が必要である。

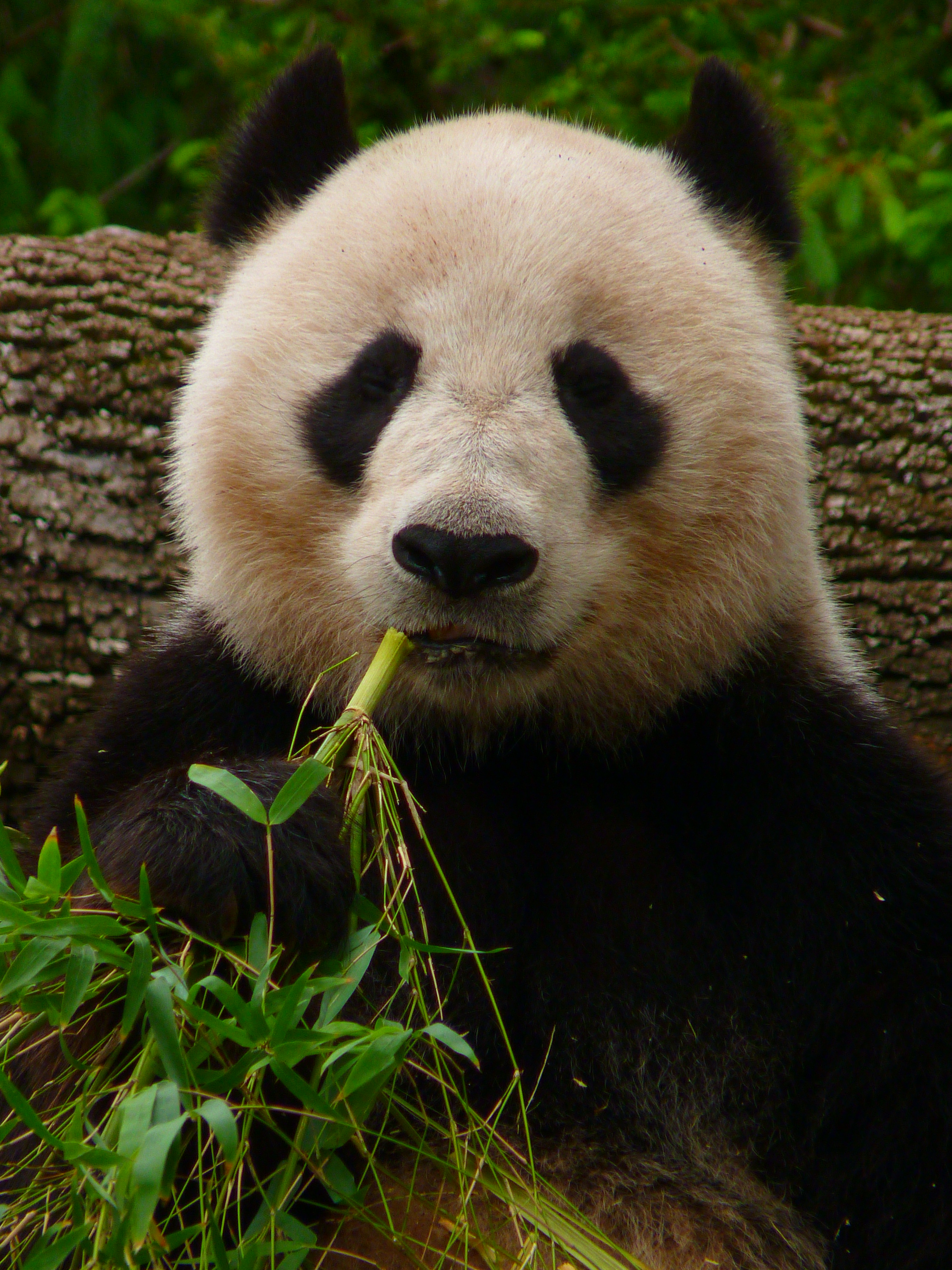
竹を食べるジャイアントパンダ（アデレード動物園・オーストラリア）

タケは気候が温暖で湿潤な地域に分布し、アジアの温帯・熱帯地域に多い。ササは寒冷地にも自生する。タケ、ササの分布は北は樺太から南はオーストラリアの北部、西はインド亜大陸からヒマラヤ地域、またはアフリカ中部にも及ぶ。北アフリカ、ヨーロッパ、北アメリカの大部分には見られない。
稈の丈は代表種であるマダケなどで20mを超える。稈はとても強く大きくしなっても簡単には折れない。
通常は、地下茎を広げ、地下茎からタケノコが直接生えることでふえていく。これは、無性生殖の一種である栄養生殖である。次々とタケノコが生えることによって生息域を広げて竹林となるが、これらの竹はすべて遺伝子が同一のクローンである。このようにしてふえた（１本の）竹には寿命があるので、やがて竹林全体が花を咲かせて有性生殖を行い、子孫をつくったのちに一斉に枯死する。花が咲くことは極めてまれで、花が咲くときは4月から5月にかけてである。一部のタケ類は周期的に開花し一斉に枯れることが知られている。その周期は極めて長く、ハチク、マダケの場合は約120年周期であると推定されている。しかし、まだ周期が分かっていない種類も多い（日本におけるモウソウチクの例では、種をまいてから67年後に一斉に開花・枯死した例が2例（1912年→1979年・1930年→1997年）報告されている）。竹の種類によって開花周期に幅が見られるが、一般にはおおよそ60年から120年周期であると考えられている。
タケ類は成長力が旺盛で、ピークの時は1日で1メートル以上成長する。生長は極めて早く、マダケではタケノコから成竹になるまで30日という記録がある。竹林の近くにある民家の中に竹が侵入する（タケノコが生える）被害もある。放置された竹林で地滑りの発生が多いという研究も報告があり、事例も複数報告されている。また放置竹林によって山地が覆われ、元々植生していた広葉樹や針葉樹の光合成が妨げられ、生物多様性が損なわれ、結果として森林の減少を招くという問題も起こっており、各地で対策が講じられている。2017年、林野庁によると、全国の竹林面積は2002年約15万6000ヘクタール、2017年約16万7000ヘクタールと増え、都道府県別竹林面積は、鹿児島県1万7927ヘクタール、大分県1万4042ヘクタール、福岡県1万3619ヘクタール、山口県1万2001ヘクタール、島根県1万1157ヘクタールなど。竹材の生産は1960年は年間約40万トン、2010年は3万トンを切った。
乾燥が十分なされたものは硬さと柔軟さを備えており、古来より様々な用途に使われてきた（詳細は「#利用」参照）。竹細工の材料、建材などのほか、繊維を利用して竹紙も作られている。竹酢液や竹炭としても利用される。前述した放置竹林の問題においても、これらの素材としての活用を求め、様々な研究、試行錯誤が行われている。
タケの芽を筍と呼び、食用とする。葉を食料として利用する動物もおり、ジャイアントパンダはこれを主食としている。
モウソウチクを除く種の多くは、限られた地域でしか生育しないことが多い。その理由は不明である。

## 分類

### 草本（草）と木本（木）との区別上の位置づけ
タケが草本か木本かは意見が分かれている。多くの草本類と同じく茎にあたる稈に年輪は見られないが、一方で木本類のように堅くなる性質がある。また、通常の木本と異なり二次肥大成長はせず、開花後は枯死することが多い。分類上も、タケは単子葉植物であるイネ科植物で、イネ科をはじめとする単子葉植物は大半が草本として扱われている。このようにタケには草本の特徴が多く見られるため、タケを多年草の1種として扱う学説が多い。「木#学術的な定義を巡って」も参照。

### タケ亜科内の位置づけ
タケ類はイネ科タケ亜科に属する。熱帯性木本タケ類と温帯性木本タケ類の2つの系統を合わせてタケ連として扱うこともある。タケ亜科にはタケ連のほかに Olyreae 連が属するが、Olyreae 連は典型的な草本であり、タケ連のような木質の茎を作らない。
Sungkaew et al.（2009)の分子系統学的解析によると、タケ連は単系統ではなく、熱帯性木本タケ類と温帯性木本タケ類の2つの系統に分かれる。熱帯性木本タケ類が Olyreae と姉妹群となり、温帯性木本タケ類はそれら全体と姉妹群である。彼らはこの結果から、温帯性木本タケ類を Arundinarieae 連に分割すべきとしている。
| 狭義のタケ連 （熱帯性木本タケ類） | \| \| 旧大陸熱帯・オーストラリアのタケ連 \| \| \| \| \| \| 新大陸熱帯のタケ連 \| \| \| \| |
|                                   | \| \| 旧大陸熱帯・オーストラリアのタケ連 \| \| \| \| \| \| 新大陸熱帯のタケ連 \| \| \| \| |
|                                   | Olyreae（草本タケ類）                                                                     |
|                                   |                                                                                           |
|                                   | 旧大陸熱帯・オーストラリアのタケ連                                                        |
|                                   |                                                                                           |
|                                   | 新大陸熱帯のタケ連                                                                        |
|                                   |                                                                                           |

|  | 旧大陸熱帯・オーストラリアのタケ連 |
|  |                                    |
|  | 新大陸熱帯のタケ連                 |
|  |                                    |

| 狭義のタケ連 （熱帯性木本タケ類） | \| \| 旧大陸熱帯・オーストラリアのタケ連 \| \| \| \| \| \| 新大陸熱帯のタケ連 \| \| \| \| |
|                                   | \| \| 旧大陸熱帯・オーストラリアのタケ連 \| \| \| \| \| \| 新大陸熱帯のタケ連 \| \| \| \| |
|                                   | Olyreae（草本タケ類）                                                                     |
|                                   |                                                                                           |
|                                   | 旧大陸熱帯・オーストラリアのタケ連                                                        |
|                                   |                                                                                           |
|                                   | 新大陸熱帯のタケ連                                                                        |
|                                   |                                                                                           |

|  | 旧大陸熱帯・オーストラリアのタケ連 |
|  |                                    |
|  | 新大陸熱帯のタケ連                 |
|  |                                    |

 : 日本に分布

### タケ類の分類

#### 熱帯性木本タケ類と温帯性木本タケ類
タケ類は熱帯性木本タケ類と温帯性木本タケ類の2つの系統に分かれ生育型が大きく異なる。このことから、分類学的には従来、タケ連（Bambuseae）にまとめられていた。しかし、その後の研究によって単系統ではないことが判明し、分割が提案されている。
温帯性木本タケ類は地下茎で生育繁殖するが、熱帯性木本タケ類は分蘖（株分かれ）によって株立ち状になる。
バンブーは、熱帯地方に産する地下茎が横に這わず株立ちになるホウライチクなどを指す場合がある。紙パルプ業界にはタケとバンブーの区別がある。

#### タケとササ
タケは狭義にはササと区別され、稈が成長するとともにそれを包む葉鞘（竹皮）が早く脱落してしまうものをタケといい、枯れるまで稈に葉鞘が残るものをササという。
一般的には丈の低いものが笹竹の略とされる。しかし、オカメザサのように膝丈ほどのタケや、メダケのような背の高いササもある。名前に「○○ダケ」「◯◯チク」「◯○ザサ」とついていても実際のタケやササの判断とは異なる場合がある。
ちなみに、日本に見られるタケの多くは帰化植物と考えられ、一部種類には日本野生説もあるが、ほとんどは中国原産である。ササは日本産のものが多くあり、地方変異も数多い。
竹皮の着生
タケは生育後落下するが、ササは生育後も着生している。
葉の形態
タケは格子目があるが、ササにはそれがなく縦に伸びる平行脈である。
開花
タケは約120年周期、ササは40年から60年周期でどちらも開花後には枯死する。
分布
日本ではタケは北海道（函館近郊）から九州の広い範囲で見られるが、ほとんどは帰化植物と考えられる。ササは北海道や東北地方、高山地帯にも自生する。

### 主な種
タケ類の種は、世界で600種とも1,200種とも言われる。日本には150種、あるいは600種があるといわれる（いずれも学説によって異なる）。
日本に生育するタケ類のうち、代表的なものを以下に挙げる。
- マダケ Phyllostachys bambusoides
- モウソウチク Phyllostachys heterocycla f. pubescence
- ハチク Phyllostachys nigra
- ホテイチク Phyllostachys aurea
- キッコウチク Phyllostachys heterocycla f. heterocycla
- ホウライチク Bambusa multiplex
- ナリヒラダケ Semiarundinaria fastuosa
- チシマザサ（ネマガリダケ）Sasa kurilensis
- トウチク Sinobambusa tootsik
- シホウチク Chimonobambusa quadrangularis
- カンチク Chimonobambusa marmorea
- ヤダケ Pseudosasa japonica
- メダケ Pleioblastus simonii

## 病気とその利用
竹笹類に寄生する菌類には、細菌類、藻菌類、古生菌類などの菌類がない点で、近縁のイネ科植物と異なる。1961年頃の情報では、子嚢菌類が43科219属454種、 担子菌類が20科50属97種、不完全菌類が10科106属195種である。
2024年時点で日本植物病名データベース（国立研究開発法人農業・食品産業技術総合研究機構）に集められているマダケ類病名一覧では、30種以上の名前が挙げられている。
通常、罹患した植物は商品価値が下がるものであるが、特徴的な模様が出る場合は虎斑竹、彪紋竹、日向斑竹、涙斑竹、祖母斑竹、瓔珞斑竹、胡麻竹などと呼ばれ、正倉院に収蔵された御物や平安時代に書かれた延喜式にも斑竹の名があるように古来から価値が見いだされている。
利用される竹
- 虎斑竹（虎竹） - 虎斑菌（1907年に日本人の植物学者川村清一によってMiyoshia属が新設されるが後にMiyoshiella属に改定）に感染することでトラの毛皮のような斑点ができた竹[10]。特徴的な虎模様をもつことから、利用される[12]。
- 湘妃竹（中国語版） - 中国の斑がある竹、病原菌の影響と考えられているが病原菌の特定がされていない[10]。

利用価値が下がる菌類・病気
- 朱病菌 (Stereostratum corticioides、赤衣菌) - イギリスの探険船チャレンジャー号が神戸に寄港した際に採取して、1878年にイギリスの菌類学者Berkeleによって竹笹類で初めて報告がなされた病原菌である[10]。冬胞子堆ができる[13]。
- タケ類天狗巣病 - 麦角菌科の糸状菌の一種（Aciculosporium take）によって、枝に菌こぶができ、罹病枝が箒状・鳥の巣状になり、成長が衰え、最悪の場合は枯れる[14]。罹病竹や老齢竹を間引きして焼却処分することで対策される[15]。

## 利用

### 概説
ある程度大きく育った竹から、水を通さない硬い節で複数に仕切られた稈（かん）と呼ばれる茎などが得られる。伐採後に乾燥させた竹の稈は強靭であり、細工が容易で、木材に乏しい弾力性に富んでいる。そのため、和弓や釣竿など、ばね性の必要な製品の素材として古来広く利用されてきた。
竹竿は内部が空洞なので、管としての性質を強く持つ。つまり、しなやかで強い素材である。しかもそれを構成するのが細長い繊維細胞であり、これも管である。したがって、特に引っ張りには強い。しかし、横からの力には管が壊れる形での破壊が起こりやすい。また、荷重を支えるのには向かない。状況に応じ、そのまま、また、割って細い板状にして使用される。横からつぶしたものはロープのようにも使用される。さらに細い棒状にしたものは竹ひごと呼ばれる。木とは異なり竹を割り竹にするときは穂先から根元方向に割るとほぼ均等に割れる（俗に木元、竹うらという）。
伐採したままの竹を青竹（実際には緑色）と呼ぶ。火で焙ったり（乾式）、苛性ソーダで煮沸したり（湿式）して油抜きをした晒し竹、ある程度炭化させた炭化竹、伐採後に数カ月から数年間自然に枯らしたもの、家屋の屋根裏で数十年間囲炉裏や竈の煙で燻された煤竹と、種々の素材が得られる。これらは弾力性、硬さ、耐久性などが異なり、利用目的によって使い分けられる。
青竹は容易に入手できるが、耐久性に問題があり、晒し竹や炭化竹に加工することでその問題点は改善する。煤竹は独特の色（煤竹色）をしており、硬く、耐久性に富むが、入手は困難である。
桿はほぼ円柱状で中空であり、軽量、丈夫でよくしなる。そのため釣り竿や棒高跳の竿などの特殊な使用例がある。
伐採年齢は4年以上のものが強度、収縮率、比重などから良いとされている。また、伐採時期については、夏から初秋にかけての地下茎の成長期に貯蔵栄養分が糖として利用されるため、2月から8月（にっぱちと俗にいう）に伐採すると害虫の影響などで耐久期間が短く長期保存に向かなくなるといわれている。

### 建材・内装材
- 竹小舞：和風建築の塗り壁の素地
- 竹筋コンクリート：鉄が不足していた時期に鉄筋の代用として竹の骨組を配したコンクリート工法。
- 床材
- すだれ
- 建築外部足場：日本ではあまり見ないが、中国、東南アジアでは、比較的高いビルの建築現場でも足場材として使われる。
- 冬囲いの材料
- 竹垣
- 竹シーツ：小さく切った竹片に隙間を設けながらつづり合わせてシート状にしたもの。暑い時期に体を冷やしてくれる冷却寝具として使用されている。

### パイプ・容器

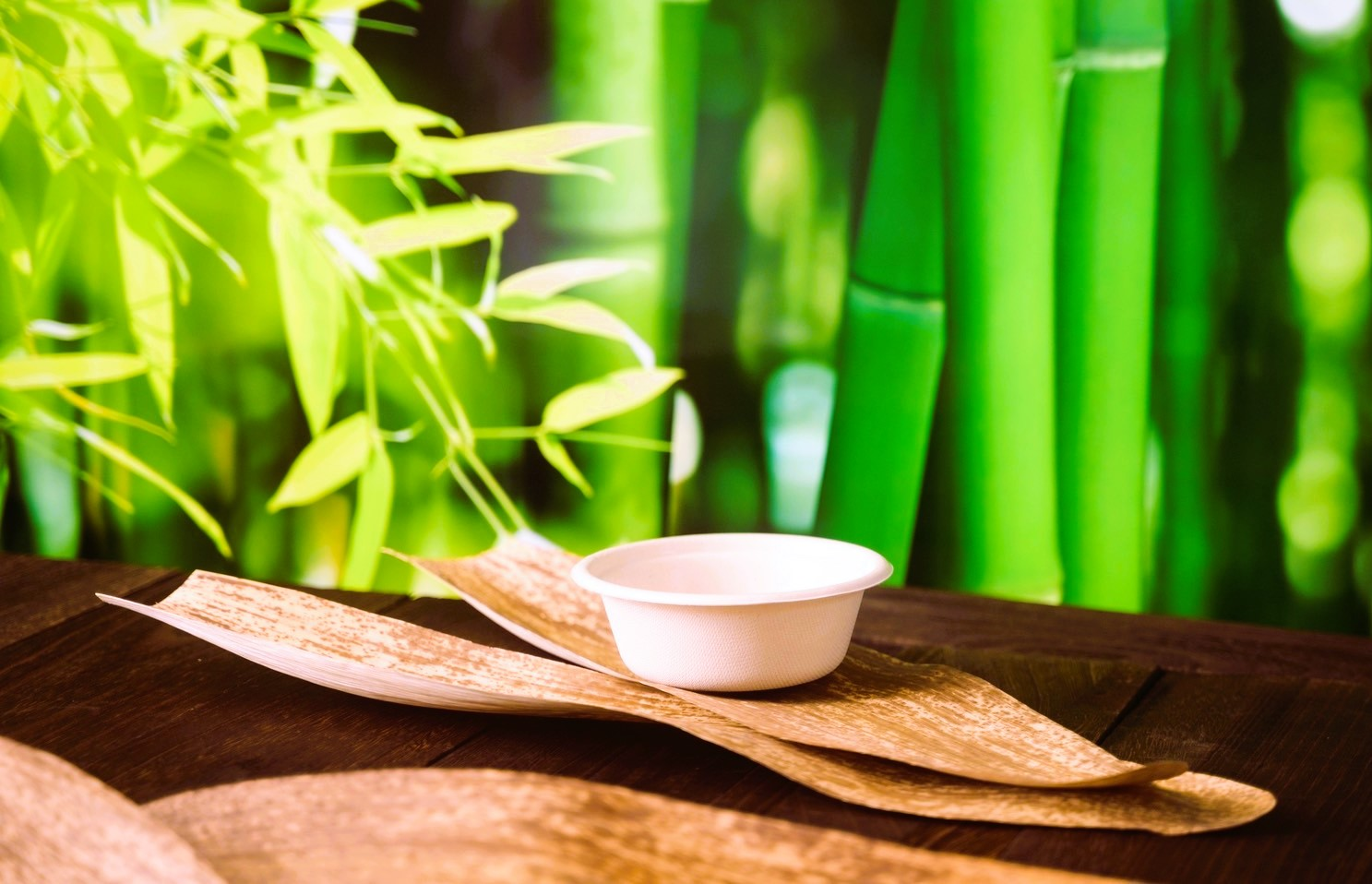
竹を粉砕しパルプ状にして作ったモールド容器（ヨネヤマ製）。

ある程度の長さに切り、途中の仕切りを突き抜けば、パイプができる。大きいものは直径10センチメートルくらいから細いものまである。また、これを縦に半分に切り、水を流すことにも用いられる。
- 調理器具： インドシナ半島のタイ東北部、ラオス、カンボジアなどでは、竹にもち米とココナツミルクを詰めて火にかけ炊き上げたものが飯として供されることがある[19][20]。
- 火吹き竹： かまどの火に空気を送るために使う、風呂沸かしや焚き火にも使う。
- 吹き矢の筒
- 樋： 半分に割って、節をそぎ落とした状態で利用する。軒に渡すことで雨樋にしたり、流しそうめんの流路、水飲み場の導水、温泉の湯冷まし路などにしたりして利用される。
- 楽器： 日本では尺八、篠笛、能管、龍笛、笙、篳篥などの竹製管楽器が伝統的。囲炉裏の上に保存し数十年にわたって燻して炭化したものを材料として使用した。現在の日本では囲炉裏の習慣はないので、人為的に処理を行う。外国には竹製の打楽器や琴がある。竹製楽器のみのオーケストラ団がある。バリ島のジェゴグなどがある。かつてはヤマハが集成材をボディに使用したアコースティックギターを発売していた（現在は生産終了）。チャップマン・スティックが竹集成材を使用した"Bamboo"シリーズを発売している。
- キセルの羅宇（筒）。名称はラオスに由来する[21]。
- 水鉄砲・紙玉鉄砲
- ししおどし
- 竹筒: 一方の節を1つ残し、他方を余裕を持って切ることで、口の大きい容器となる。水をくんだり、花を生けたりするのにも使える。上下に節を残して切れば、密閉された部屋が手に入る。片方に小さな穴を開ければ水筒などに使える。また、これに米を詰め、火にかける調理法がある。
- モールド容器:モールド容器は、サトウキビの搾りかすであるバガスを有効利用するために開発された容器だが、近年は竹を粉砕しパルプ状にして作ったモールド容器（ヨネヤマ製）もある。微生物が分解する容器は、生態系へ悪影響を与える心配がなく、コロナ禍以降、テイクアウト容器の需要が高まっている[18]

竹を切らない、あるいは一つの節をそのままにした場合、密閉された容器となり、これを火中に投入すると派手な音を立てて破裂する。これが爆竹の由来である。

### 結束材・ロープ
- 樽を締める箍（たが）。
- 上総掘り：やぐらを組んで大きい車を仕掛け、これに割り竹を長くつないだものを巻いておき、その竹の先端に取り付けた掘鉄管で掘り抜く井戸の代表的な工法。人力のみで500メートル以上の掘削が可能であることから、開発途上国への技術指導が行われている。

### 工芸品・日用品

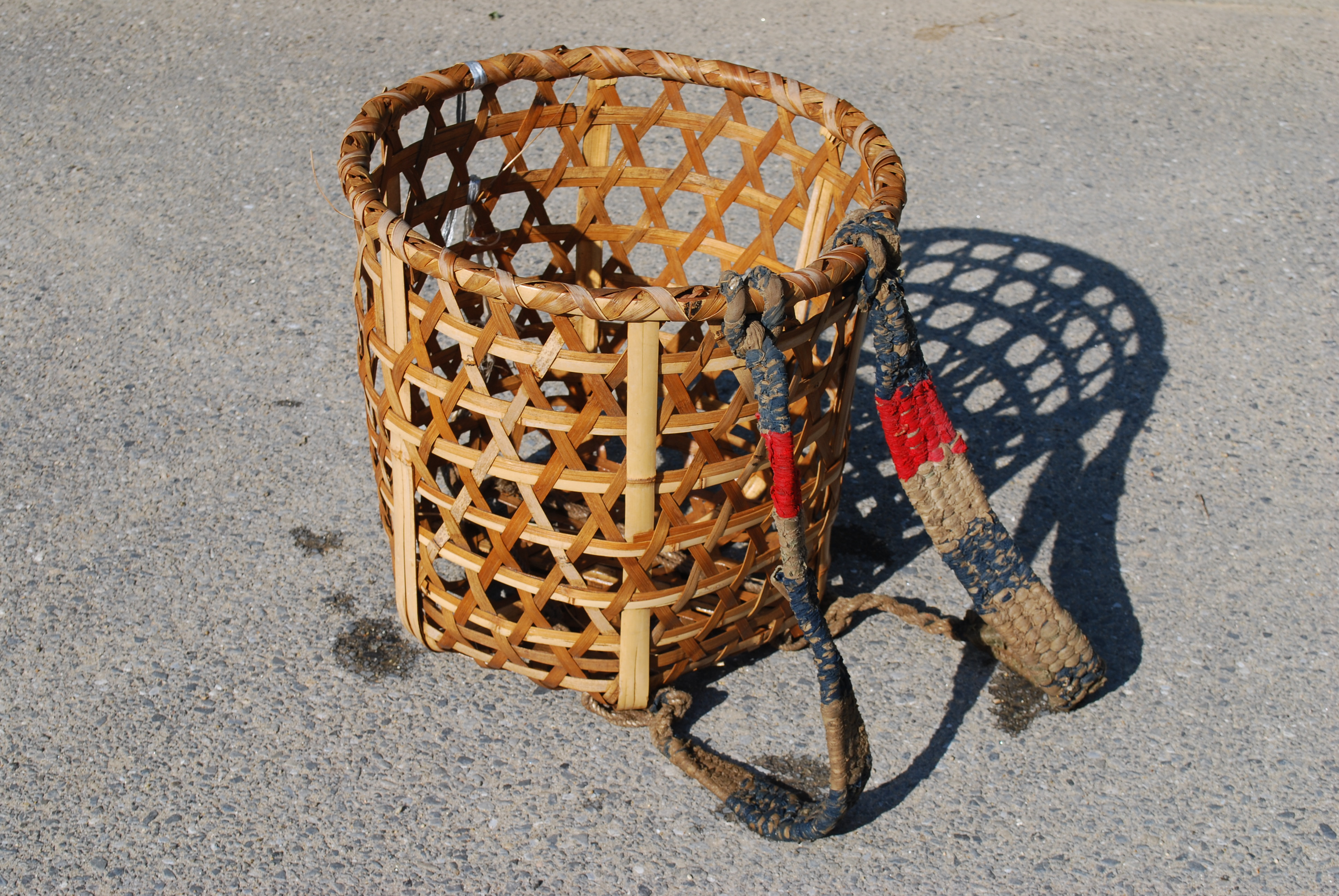
竹製の籠

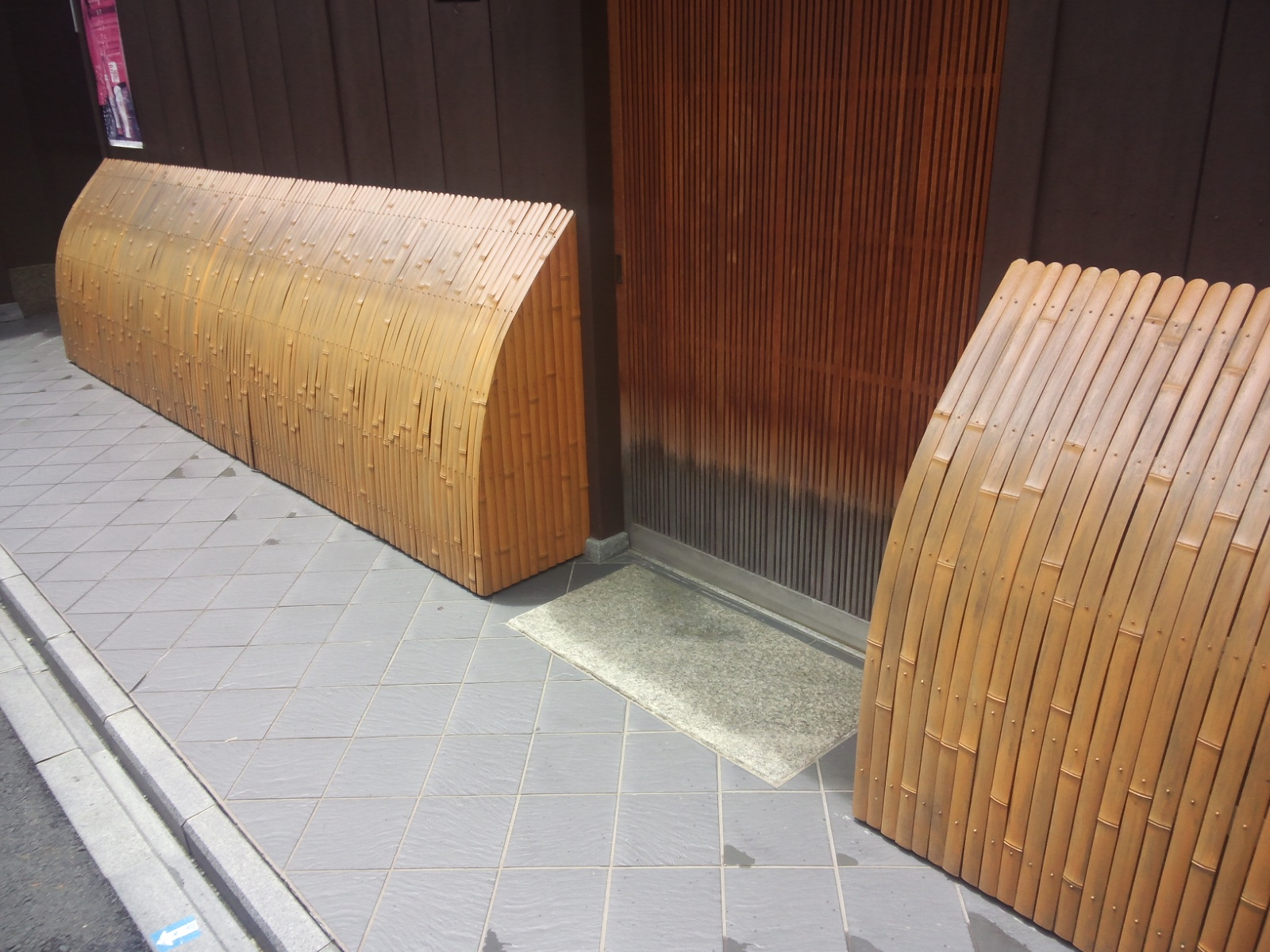
犬矢来（京都市・先斗町）

手に入りやすく、削る・曲げるなどの加工がしやすい。繊維の方向がはっきりしており、それに沿った方向には細かく割りやすい。節の部分で割れが止まるため、同質で同じ長さの棒状のものを量産しやすい。細く薄く削れば、その厚さ次第で適度な弾力の先端を得られる。さらに、無加工の状態でも比較的腐食しにくく保存が容易である。
細工や工芸によく使われ、大分県の別府竹細工や奈良県の高山茶筌など各地の伝統工芸品の材料としても多く用いられる。子供のおもちゃなどにもよく利用される。工芸品としては、伐採前の自然な変化や伐採後の経年変化により表面に様々な模様の入ったものが珍重される。菌類による侵食を利用したものもある。
- ざる
- 籠
- 花入・花籠・花生け
- 虫籠
- 箸・菜箸
- 楊枝
- 耳掻き
- 串：焼き鳥の串などに利用されている。
- ささら: 食器等の洗浄器具
- 行李などの籃胎漆器
- 茶筅
- 茶杓
- 柄杓
- 竹ナイフ：材に珪酸を多く含むため、切り口を鋭くすることにより刃物として利用できる。
- 竹箒・熊手
- 箕
- 易の筮竹
- 孫の手
- 青竹踏み
- 竹皮：竹の最外層を覆っている薄い皮で、成長とともに自然に剥がれ落ちる。竹皮には亜硫酸やサリチル酸などが含まれており防腐作用や殺菌作用がある[23]。そのため、おにぎり、ちまき、肉、羊羹などの食品の包装材として用いられる。また、草履などの材料としても利用される。
- 杖
- 物干しざお： そのまま使用したり、ポリ塩化ビニルを巻いたものがある。最近は鉄、アルミなどを使用したものが主流となっている。
- 自動車の内装装飾：実例を挙げると、4代目レクサス・GSの一部グレードに竹製の内装装飾パーツが使用されている。公式サイトによると、美しさと生育の早さによる環境イメージによって採用している模様。
- 犬矢来

構造
- うちわ・扇子の骨
- 和傘の骨
- 提灯・行灯の骨
- 鉄道踏切の遮断機
- 竹ひご：竹細工、模型飛行機などの素材として使われる。
- 白熱電球のフィラメント：トーマス・エジソンが白熱電球を改良した際、日本（京都府八幡市男山）の竹をこれに使い、実用レベルの白熱電球を開発した。
- レコード針 - 蓄音器用
- ササラ電車のブラシ: 路面電車の線路上の雪を、竹でできたブラシを回転させて除雪する車両。
- 枝条架：竹の枝を束ね棚状に幾層にも積み上げたもので、流下式塩田や別府の鉄輪温泉で見られる温泉冷却装置に用いられる。

文具
- 竹ペン
- 筆の軸
- ものさし：温度変化による伸縮が少ない性質を利用。かつては計算尺の素材としても用いられた。
- 万年筆：セーラー万年筆には、「竹」というシリーズがある。煤竹を使用した高級品もある。

玩具
- 竹とんぼ
- 竹馬： 新撰六帖題和歌に「たけむまをつゑにもけふはたのむかなわらはあそびをおもひいでつつ」がみえ、古くから子供用の玩具として竹を使用していたことがうかがえる。
- 麻雀牌: 牌の背の部分に竹を使用したものがある。最近は「ガン牌」の防止や全自動卓の普及により、竹を使用したものはほとんどない。
- くす玉（竹かごの上に紙や造花を貼り合わせる）

漁業用具
- 釣り竿
- 魚籠
- 生け簀

武具・スポーツ用品
- 竹刀： 剣術の訓練や、それを競技化した剣道で用いられる。
- 和弓と矢： どちらも竹から作られた。矢の方はヤダケから作る。現在は弓はガラス繊維強化プラスチック（GFRP）や炭素繊維強化プラスチック(CFRP）を用いた複合材料製、矢はジュラルミン製や炭素繊維強化プラスチック製が主流。
- 棒高跳の棒： 現在はガラス繊維強化プラスチックが使用されている。
- 竹槍： かつては百姓一揆などに際して利用された。太平洋戦争中、政府は「一億玉砕」の精神を婦人に植えつける目的で竹槍の訓練を行ったが、これに対して評論家の新名丈夫が非難したことから、後に竹槍事件と呼ばれる事件にも発展した。
- 母衣（ほろ）： 背後からの矢を防ぐために担ぐ盾の一種。竹籠に布をかぶせたもの。
- スキー・スケート道具の材料としてかつて使われていた。スキーのストックには特に加工されていない竹竿をそのまま利用していた。
- 竹束

その他
- バンブーダンスの竹棹
- 竹炭
- キーボード、マウス - 一部メーカーが、記念品として竹素材のコンピュータ周辺機器を発売している。
- トイレットペーパー：木材パルプ原料のトイレットペーパーには一日100万本の樹木が伐採（世界で伐採される樹木全体の1割を占める）されていることから、サステナビリティを意識した竹製原料のトイレットペーパーを製造販売するスタートアップ企業が国内外にて活動している[24][25]。

### 食材
- 筍（たけのこ）
- メンマ（麺麻）- シナチク（支那竹）とも呼ばれる。
- 実の栄養価は小麦に匹敵するともいわれ、救荒食物として飢饉を救った逸話もあるが、むしろノネズミ（野鼠）の大発生による飢饉を招いた例が多い（開花を凶事とする根拠）。
- チャノキの代わりに竹を使った茶葉が作られている[26]。
- クマザサは生薬や健康食品、茶葉、焼酎原料などに使われる。
- タンザニアでは、竹藪に集まる鳥が異常な行動をすることから見つかったとされる竹の樹液がアルコール発酵したウランジ(ulanji)という竹酒がある[27][28]。また他の竹でも樹液が発酵する場合があるが、菌などの毒性があれば食用にすることはできない[29]。

### 生薬
- ハチクまたはマダケの葉は、竹葉（ちくよう）という生薬で、解熱や利尿の作用がある。
- 葉を酒に漬けて香りを付けた竹葉青というリキュールが中国にある。
- ハチクまたはマダケの茎の外層を削り取った内層は竹茹（ちくじょ）という生薬で、解熱、鎮吐などの作用がある。
- タンチク、 ハチクの茎を火で炙って流れた液汁は、竹癧（ちくれき）という生薬である。

### 繊維原料
竹の内側にある薄紙と、竹を発酵させて得た繊維を漉いて作った紙を竹紙と呼ぶ。
中国四川省や広西チワン族自治区などの一部製紙工場は竹を原料としたパルプを製造し、紙にまで加工している。

### バイオ燃料
他の植物と同様に、発酵させるとエタノールを得られ、バイオ燃料として利用できる。静岡大学では、超微粉末にする技術と、強力に糖化する微生物を探すなどで、糖化効率を従来の2%程度から75%に高めた。3年間でさらに効率を80%まで高め、1リットル当たり100円程度の生産コストを目指している。研究チームの試算では、国内には約9,300万トンの竹があり、年間330万トンまでなら採り続けても生態系への影響はない。これで燃料を作れば目標消費量の約10%を賄えるという。
また、エタノール化ではなく直接燃料にする場合は、カリウムと塩素の含有量が多く炉の傷みや有害ガスが発生しやすいために利用は限られていたが、近年では粉砕後に水に晒すことによりカリウムと塩素を抜いてからペレット化し、カリウム分が溶出した水も液肥として利用する技術なども開発されている。

### 除菌・消臭・防虫・土壌改良
竹酢液は除菌・殺菌や消臭剤、防虫剤として使われる。
粉末にした竹（竹粉）は土壌改良に使われる。堆肥などとともに農地にすき込むことで、土中に空気の層ができて農作物の根の張りが良くなるほか、竹粉に付着している乳酸菌が病原菌や雑草を抑える効果がある。

### 竹簡
古代、紙の発明以前は中国および近隣の朝鮮・日本では、紙の代りに木簡および竹簡が広く使われた。しかし、日本では竹簡の使用例は少ない。

## 文化
五百円硬貨の裏に竹が描かれている。

### 関連作品
- 竹取物語、舌切り雀 - 作者不詳の日本の民話(おとぎ話)。
- 美女と竹林 -（2008年8月22日発売、単行本、光文社）森見登美彦の虚実取り混ぜたエッセイ。知人の所有する竹林の管理を任された作者の苦闘を書く。
- 一笑図 - 竹の下に犬を置く構図を画題とした絵のジャンル。笑いの字を分解すると竹の下に犬であるとして、11世紀の中国の画家である蘇軾が始めた[34]。

### 習俗・慣習

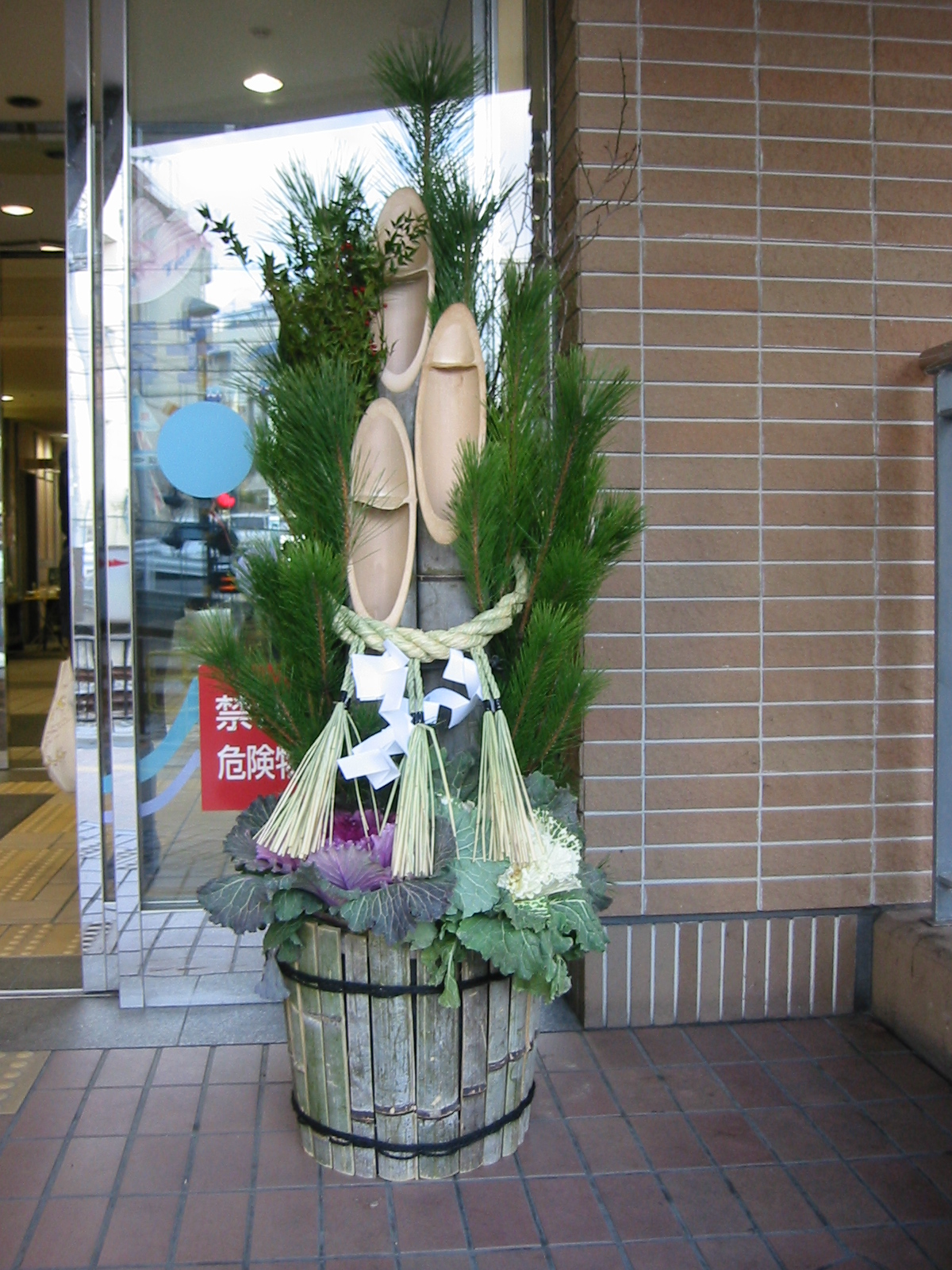
門松

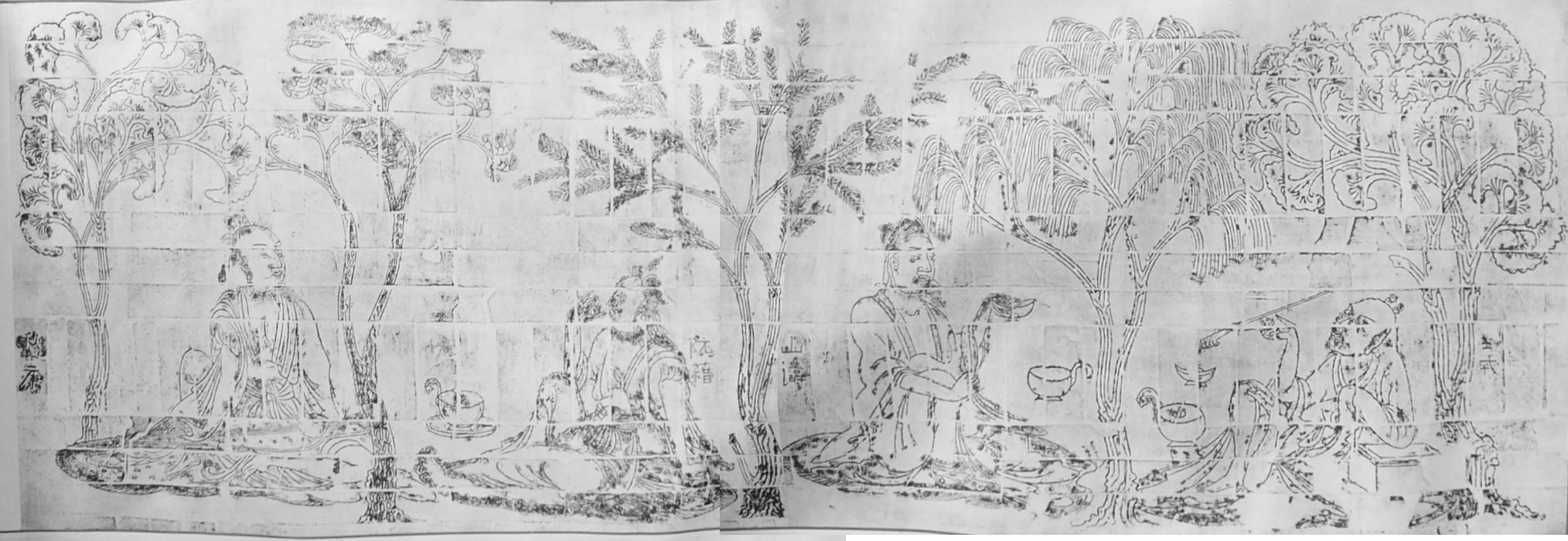
竹林の七賢（レリーフ拓本）中国晋代に清談にふけったとされる七人の賢人

- 青々としてまっすぐ伸びる様子から、榊（さかき）とともに清浄な植物のひとつとされている。
- 地鎮祭などの神事において、不浄を防ぐために斎み清める場所の四隅に立てる葉付きの青竹を、斎竹（いみだけ）という。青竹には清浄な神域を示す注連縄を張り廻らせ、紙垂（しで）を垂らす[35]。
- 3本の竹を松で囲み、荒縄で結んだものを門松と呼び、正月に玄関や門前に立てる。
- 竹は種類によるが、前述のように67年から120年に1度花を咲かせ、結実し枯れる。花が咲くと竹が枯れ、地下茎で繋がった1個体の竹は枯れる[36]。昔は、竹の花はめったに咲かない、咲くのは凶事、冷害凶作の兆候など、悪いことが起こる前兆のように言われていた[36]。竹は花が咲くと枯れるが、大抵は寒冷・乾燥など凶作になりそうな気候条件のときに竹の花が咲くといわれている[36]。
- 地震のときに竹藪へ逃げろ、という言い伝えは、つながった地下茎で地面が守られているという理由から来ている[6]。
- 竹の花[独自研究?]がつける実は野鼠の餌となる。非常に稀な出来事であるため、平時の食物連鎖ではあり得ない野鼠の大量発生を引き起こし、急増した野鼠が他の植物などを食害することが知られている。この現象はインドでmautam''（bamboo death）[独自研究?]と呼ばれ、壊滅的な農業被害が発生している。このことから「竹の花は不吉の前兆」とする民間伝承が生まれた。[要出典]
- 七夕 - 笹を飾る。
- 松、竹、梅3つをあわせて松竹梅（しょうちくばい）と呼び、縁起が良いものとされる。元は歳寒三友と呼ばれ中国画での画題が日本に伝わったもので、符牒としても使われる。他にも竹・梅・蘭・菊を合わせた四君子などもある。
- 竹の都 - 伊勢神宮に仕えた斎宮の古称、別称[37] - 「おもへただ竹の都はかすみつつしめの外なる御代のけしきを」。

### ことわざ、慣用句など
- 竹を割ったよう
- 破竹の勢い - 杜預による言葉。
- 竹馬（ちくば）の友
- 竹箆（しっぺ）返し
- 木に竹を接ぐ
- 松竹梅
- 竹植うる日 - 陰暦5月13日。夏の季語で、江戸時代の俳人松尾芭蕉は「降らずとも竹植うる日は蓑（みの）と笠（かさ）」と詠んだ。この日に竹を植えると枯れないという中国の俗信がある。竹酔日(ちくすいじつ)。
- 竹に油を塗る - 1.若くて美しいこと 2.弁舌の達者なこと。
- 竹の子の親まさり
- 竹八月に木六月 - 伐採に適した時期、陰暦。
- 竹屋の火事 - ポンポンと怒るようす。
- 竹藪に矢を射るよう - 無益なことの譬え。
- 名を竹帛（ちくはく）に垂る
- 竹藪焼けた（たけやぶやけた）- 回文の一つ。

### 家紋
竹紋（たけもん）は、竹を図案化した家紋である。笹紋も含む。
『大要抄』に記された車文の「篠の丸（ささのまる）」が所見とされる。勧修寺家とその一門、関係する武家を通じて分布した。
図案は、竹の幹、葉を描いたもの、それに笠や雀、雪を添えることがある。雀を添えたものは多数図案があるがまとめて「竹に雀」と呼ばれる。ほかに筍を図案化したものもある。

九枚笹
宇和島笹
上杉笹
仙台笹